# 因根博尔
因根博尔（德語：Ingenbohl）是瑞士联邦施维茨州施维茨区的市镇。该市镇位于四森林州湖北岸，面积为16.2平方千米，海拔高度439米，2018年12月31日人口数为8,912。